# Viola Élisabeth de Cieszyn
Viola Élizabeth de Cieszyn (en polonais Wiola Elżbieta Cieszyńska, en tchèque Viola Alžběta Těšínská), de la dynastie de Piasts, née vers 1291 et morte le 21 septembre 1317, est brièvement reine de Hongrie, de Bohême et de Pologne par son mariage avec Venceslas III de Bohême.
Fille de Mieszko de Cieszyn, elle épouse à moins de quinze ans Venceslas III le 5 octobre 1305. Dix mois après son mariage, le 4 août 1306 celui-ci est assassiné à Olomouc dans des circonstances mal connues. En 1316, sa veuve se remarie avec Pierre Ier de Rosenberg, un magnat tchèque. Elle meurt sans enfant le 21 septembre 1317. Elle est inhumée dans le caveau de la famille de Rosenberg à l'abbaye de Vyšší Brod.